# Rogers McVaugh
Rogers McVaugh (né le 30 mai 1909 à New York et mort le 24 septembre 2009 en Caroline du Nord) est un botaniste américain.